# Stazione di Stoccarda-Vaihingen
La stazione di Stoccarda-Vaihingen (in tedesco Stuttgart-Vaihingen) è la principale stazione S-Bahn del distretto di Vaihingen a Stoccarda, in Germania.

## Movimento
La stazione è servita dalle linee S1, S2 e S3 della S-Bahn.